# Grigio cenere
Il colore grigio cenere è una tonalità di grigio tendente al colore della cenere.

## Significato
Nel "Grundriss der Mineralogie..." di EF Glocker si definisce il grigio cenere il grigio più puro e si afferma che a volte può essere più scuro e a volte più chiaro.
Il libro di testo sui colori del 1821 "Nomenclatura dei colori di Werner" descrive il grigio cenere come una tonalità di grigio standard, in cui componenti sono già miscelati, e fa emergere come esempio dalla natura il colore delle penne del petto della beccaccia, la cenere ottenuta dalla cenere bruciata e il colore grigio della selce.

## Tonalità
La tonalità di colore Pantone 16-3802 Ash è una tonalità di grigio con un'oscurità medi.     
Il colore del nastro e il grigio cenere è una tonalità grigio-verdastra chiara.
Si utilizza come aggettivo cinereo, che compare nei nomi latini delle specie in sistematica, significa letteralmente grigio cenere. Il manuale dei nomi dei colori del sistema di designazione dei colori ISCC-NBS considera il nome del colore cinereous come grigio bluastro chiaro, grigio bluastro o grigio chiaro.